# Abu Tawr
Abu-Tawr fou valí de Waixqa. Del llinatge dels Banu Salama, una branca dels Banu Qassi, va tractar amb Carlemany juntament amb Sulayman ibn Yaqdhan, el valí de Barxiluna, a la Dieta de Paderborn, per tal d'oferir els seus territoris a canvi de suport militar en una nova revolta contra l'emir Abd-ar-Rahman I, amb l'objectiu darrer de restaurar el poder del Califat Abbàssida a l'Àndalus. L'aliança va acabar amb la derrota dels francs en la batalla de Roncesvalls, en la seva retirada del fallit setge de Saraqusta. El 790 va proposar una aliança a Lluís I el Pietós.